# Praeantarctia
Praeantarctia là một chi bướm đêm thuộc họ Geometridae.